# Прохоров, Владимир Сергеевич (тренер)
Владимир Сергеевич Прохоров (р. 1947) — тренер по стендовой стрельбе. Выпускник факультета физического воспитания Воронежского педагогического института (1970).

## Биография
- Мастер спорта (стендовая стрельба, 1968).
- В 1970 году — окончил факультет физического воспитания Воронежского педагогического института.
- В 1987 году — становится заслуженным тренером РСФСР.

Среди его учеников мастера спорта международного класса — чемпион Спартакиады народов СССР П. Овчаров, неоднократный призер всесоюзных соревнований А. Толстых, серебряный призер первенства Европы Б. Морозов.

### Должности
- Член исполкома Стрелкового союза России.
- Старший тренер сборной команды России по стендовой стрельбе, в том числе на Олимпийских играх 1996 года.
- Старший тренер Воронежской детско-юношеской спортивной школы № 2.